# Änkorna
Änkorna (engelska: Widows) är en brittisk deckarserie som sändes under 1983–1985. Serien skapades av Lynda La Plante och fick en uppföljare 1995 med namnet She's Out. Serien visades i SVT2 1983.

## Rollista (urval)
- Ann Mitchell – Dolly Rawlins
- Maureen O'Farrell – Linda Perelli
- Fiona Hendley – Shirley Miller
- Eva Mottley – Bella O'Reilly (säsong 1)
- Debby Bishop – Bella O'Reilly (säsong 2)
- Kate Williams – Audrey Withey
- Maurice O'Connell – Harry Rawlins
- David Calder – DI George Resnick
- Paul Jesson – DI Alec Fuller
- Jim Carter – DI Frinton (säsong 2)